# Füchse (Lied)
Füchse ist ein Lied der deutschen Hip-Hop-Musikgruppe Absolute Beginner, das in Zusammenarbeit mit dem deutschen Rapper Samy Deluxe entstand. Das Stück ist die vierte Singleauskopplung aus ihrem zweiten Studioalbum Bambule.

## Entstehung und Artwork
Füchse wurde von den Absoluten-Beginner-Mitgliedern Jan Eißfeldt (Jan Delay), Dennis Lisk (Denyo) und Guido Weiss (DJ Mad), dem Gastinterpreten Samy Deluxe (Samy Sorge) sowie dem ehemaligen Bandmitglied Martin Wilkes (Platin Martin) geschrieben. Die Abmischung, Aufnahme und Produktion erfolgte ebenfalls durch alle Absolute-Beginner-Mitglieder in den Turtle Bay Studios, mit der Unterstützung des Bremer Produzenten Matthias Arfmann. Das Mastering erfolgte unter der Leitung von Bernd Steinwedel im Studio Nord Bremen. Die Instrumentation erfolgte durch DJ Mad, der für das Mischpult zuständig war.
Auf dem Frontcover der Single sind – neben Künstlernamen und Bandlogo – weiße Illustrationen auf schwarzen Hintergrund zu sehen. Das Artwork entstammt der Hamburger Grafikagentur Typeholics.

## Veröffentlichung und Promotion
Füchse erschien zunächst als Teil von Bambule am 10. November 1998, dem zweiten Studioalbum von den Absoluten Beginnern. Am 13. August 1999 erschien das Stück zunächst in zwei verschiedenen Variationen als Promo-Single auf Vinylplatte. Eine Woche später, am 20. August 1999, folgte die offizielle Veröffentlichung als Maxi-Single auf CD durch die Musiklabels Buback und Motor Music. Die reguläre Maxi-Single bestand aus sechs Titeln, die sich aus verschiedenen Versionen des Liedes zusammensetzte. Sie beinhaltete neben der Album- und Radioversion eine Instrumentalversion sowie drei Remixversionen zu Füchse. Die Remixversionen stammen zum einen vom Bandmitglied Denyo als „Dennis Deutschland“, Martin Wilkes und Boris Ekambi zusammen mit Tropf. Neben der regulären Singleveröffentlichung erschien zur gleichen Zeit eine limitierte Maxi-Single, die um die B-Seite K Zwo (auch bekannt als K2) erweitert war. Darüber hinaus erschien auch eine 2-Track-Promo-Single, die lediglich die A-Seite Füchse und die B-Seite K2 beinhaltete. Am 12. Juni 2000 erschien auf dem Remixalbum Bambule:Boombule – The Remixed Album eine offizielle Remixversion von Milan East, bei der zusätzlich Patrice als Gastmusiker mitwirkt. Verlegt wurde das Lied durch den Ja/Nein Musikverlag und den Sempex Musikverlag.

## Inhalt
| „Jede Nacht, jeden Tag auf der Jagd. Denn das Rudel tollt, wenn der Rubel rollt. Jede Nacht, jeden Tag auf der Jagd. Denn das Rudel tollt, wenn der Rubel rollt. Jede Nacht, jeden Tag auf der Jagd. Denn das Rudel tollt, wenn der Rubel rollt. Jede Nacht, jeden Tag auf der Jagd. Denn das Rudel tollt, wenn der Rubel rollt.“ – Refrain, Originalauszug | Der Liedtext zu Füchse ist in deutscher Sprache verfasst. Der Text wurde von Jan Delay, Samy Deluxe, Denyo und Martin Wilkes geschrieben. Die Komposition wurde von Delay, Denyo, DJ Mad und Wilkes komponiert. Die Komposition selbst basiert auf einem Sample von The Originals’s You’re My Only World. Textlich greift Füchse Elemente aus Sky’s the Limit von The Notorious B.I.G. feat. 112 auf. Musikalisch bewegt sich das Lied im Bereich des deutschen Hip-Hop. Das Tempo beträgt 85 Schläge pro Minute. Die Tonart ist Fis-Dur. Aufgebaut ist das Lied auf fünf Strophen, einem Refrain sowie einem Outro. Das Lied beginnt mit der ersten Strophe, die von Samy Deluxe gerappt wird. Im Anschluss an die erste Strophe schließt sich direkt die zweite an, die von Jan Delay gerappt wird. Nach der zweiten Strophe erfolgt erstmals der Refrain, der von den beiden Absoluten-Beginner-Mitgliedern Delay und Denyo interpretiert wird. Auf den Refrain folgt die dritte Strophe, deren Rap von Denyo stammt. Nach der dritten Strophe erfolgt erneut der Refrain, auf den die vierte und fünfte Strophe von Delay beziehungsweise Deluxe folgen. Auf die fünfte Strophe folgt ein letztes Mal der Refrain, bevor das Stück mit dem Outro endet. Bei dem Outro handelt es sich um eine Telefon-Sprech-Sequenz zwischen Delay und einer Person (im Musikvideo einem Jäger), in dem Delay erklärt bekommt, dass Füchse keine Rudeltiere seien. |

Dass die Absoluten Beginner dem Fuchs ein Lied gewidmet haben, entstand aus einer Idee von Jan Delay. Es habe sich das ausgedacht, weil der Fuchs ein „geiles“ Tier sei. Außerdem bräuchte man auch mal ein Wappen als Logo, damit das ganze auch ein Gesicht bekäme. Er meinte zu seinen Bandkollegen, dass der Fuchs „klein“ und „niedlich“ sei, aber auch „ruff“ und vor allem „schlau“. Das seien alles Attribute gewesen, die zu diesem Zeitpunkt auf die Band zugetroffen hätten.
Auf eine Anspielung vom Online-Format Bento, dass sich Delay am stärksten an das Thema gehalten habe, während Denyo und Samy Deluxe das Hauptthema nur angerissen hätten, erwiderte Delay folgendes: „So ist das im deutschen Rap. Das war aber auch kein Problem.“ Delay ist der Meinung, dass sich sein Bandkollege Denyo schon an das Thema gehalten habe. Deluxe habe „so eine geile Strophe abgeliefert“, dass es egal gewesen sei, ob er sich dran hält. Er glaube, dass diese Lockerheit, da so ranzugehen dieser Platte im Nachhinein auch sehr gut getan habe. Heutzutage würde er wenigstens ein paar Tiermetaphern einbauen, wodurch der Produktionsprozess jedoch wieder länger und verkrampfter würde. Es würde auch vieles anderes dann wegfallen. Insofern ist er der Meinung, dass es eigentlich gut gelaufen sei. Es sei fraglich, ob das Stück heute da wäre, wo er ist, wenn sich alle nochmal „ein paar Nächte um die Ohren geschlagen hätten, nach Hause gefahren wären, noch mal alles umgeschrieben hätten. Deshalb ist es geil wie es ist.“
Auf die Frage, ob die Refrain-Zeile „Denn das Rudel tollt, wenn der Rubel rollt“ ein Zweckreim gewesen sei, beschrieb Delay die Zeile nach wie vor als „geilen Reim“. Zur damaligen Zeit wurden Doppel- oder Mehrfachreime noch nicht so inflationär genutzt wie heute.
Das Zustandekommen der Telefon-Sprech-Sequenz am Ende des Liedes kam so zustande, dass der Produzent Matthias Arfmann seinerzeit in einem Lexikon nachgeschaut habe und meinte: „Füchse sind gar keine Rudeltiere“. Delay erwiderte darauf: „OK, warte, ich muss noch den letzten Refrain aufnehmen“. Danach bat Delay Arfmann am Ende das Stück weiter laufen zu lassen und hierbei habe Delay in einem „Onetake“ den Refrain eingerappt und am Ende „freestyle-mässig“ diese Telefon-Sprech-Sequenz gemacht, wo „dieser Schlaumeier“ anruft und sagt, dass Füchse keine Rudeltiere seien. Bei der Stimme des „Schlaumeiers“ handelt es sich um eine Nachahmung von Arfmanns Mutter.

## Nachwirkungen
Der Titel fand im Laufe seiner Jahre in verschiedenen Rapsongs seinen Tribut wieder, als sogenanntes Sample. Eine beliebte Zeile, die von anderen Rappern aufgegriffen wird, ist der Beginn der zweiten Strophe: „Au, der Magen knurrt wie Sau. Ich hau’ ab aus meinem Bau. Verschließ’ die Tür, ziehe durchs Revier. Markier’ hier und da mal, dass ich da war“. Die Zeile griffen unter anderem Karuzo von Genetikk oder auch Marsimoto auf:

„Howgh, der Magen knurrt wie Sau. Hier jagt man noch selbst und schickt nicht seine Frau.“

„Eyau, der Magen knurrt wie Sau. Ich rauch’ und bin den Nächsten schon am bau’n. Verschließ’ die Tür, ziehe durch’s Revier. Markier’ hier und da mal, dass ich da war.“

Ein weiteres vielfach gesampltes Zitat ist die Zeile: „Ein Fuchs muss tun, was ein Fuchs tun muss. Luxus und Ruhm und rulen bis zum Schluss“, aus der vierten Strophe des Liedes. Diese Zeile wird unter anderem von Ahzumjot, Samy Deluxe, Die Säcke, erneut Marsimoto, OK Kid aufgegriffen:

„Ein guter Mensch muss tun, was ein guter Mensch tun muss. Luxus und Ruhm, rumlutschen bis zum Schluss.“

„Sag mir, wo ist das Problem? Was Luxus nutzt? Ey, ein Fuchs muss tun, was ein Fuchs tun muss.“

„Ein Joint muss tun, was ein Joint tun muss. Niemals aufhören zu glühen, einfach brennen bis zum Schluss.“

„Nehm’ deine Ex aufs Zimmer, bring’ sie nackt zum Bus. Ein Sack muss tun, was ein Sack tun muss.“

„Ein Mann muss tun, was ein Mann tun muss. Luxus und Ruhm und rulen bis zum Schluss.“

„Eine Hand am Mic, die and’re dreht am Mix. ’Ne Hand am Lenkrad die andre Hand am Sitz … Ja mit Luxus lockt man mich zum purpurnen Fluss. Aber Fuchs muss tun, was ein Fuchs tun muss, Bruder.“

## Musikvideo
Das Musikvideo zu Füchse beginnt mit einem Mann mit Kettensäge, der in einem Kornfeld steht. Dieser ist immer mal wieder kurz im gesamten Video zu sehen. Die nächste Szene zeigt das Innere einer Jagdhütte, an deren Wand geschossene Trophäen zu sehen sind, allerdings handelt es sich hierbei nicht um die üblichen Jagdtrophäen, sondern um ein Mikrophon, einen Schuh, eine Menschenhand oder Menschenköpfe. Des Weiteren hängt als Errungenschaft an der Wand eine Kappe der Absoluten Beginner. In den folgenden Szenen sind zwei Jäger auf einer Tour durch ihr Revier zu sehen sowie die Interpreten, die an verschiedenen Schauplätzen in der Nähe der Jäger, wie einem Kornfeld, neben der Jagdhütte oder in einer Baumkrone das Lied rappen. In einer Szene sitzen alle Rapbeteiligten am Fuße eines Baumes, während einer der Jäger seine Waffe auf Denyo zielt und ihm eine Getränkedose aus der Hand schießt. Gegen Ende des Videos betreten Delay, Denyo und Samy die Jagdhütte und zeigen sich erschrocken über die dort hängenden Errungenschaften. Die drei flüchten kurz vor der Ankunft der Jäger wieder aus der Hütte. In der letzten Szene erhält Delay einen Anruf von einem der Jäger über ein Telefon, das an einem Baum befestigt ist. Hierbei erklärt der Jäger, das Füchse keine Rudeltiere seien und legt wieder auf. Mit dem Auflegen des Hörers sägt der Mann mit der Kettensäge direkt neben dem Jäger, von Außen, in die Wand, womit das Video endet. Die Gesamtlänge des Videos beträgt 4:44 Minuten. Das Video entstand unter der Leitung von Svenja Rossa. Bis August 2022 zählte das Musikvideo über zehn Millionen Aufrufe bei YouTube.

## Mitwirkende
| Liedproduktion - Matthias Arfmann: Abmischung, Musikproduzent, Tonmeister - Samy Deluxe (Samy Sorge): Liedtexter, Rap - Jan Eißfeldt (Jan Delay): Abmischung, Komponist, Liedtexter, Musikproduzent, Rap, Tonmeister - Dennis Lisk (Denyo): Abmischung, Komponist, Liedtexter, Musikproduzent, Rap, Tonmeister - Bernd Steinwedel: Mastering - Guido Weiss (DJ Mad): Abmischung, Komponist, Mischpult, Musikproduzent, Tonmeister - Martin Wilkes (Platin Martin): Komponist, Liedtexter Musikvideo - Svenja Rossa: Regisseur - Martin Ruhe: Kameramann - Alexander Palm: Kameraassistent - Mathieu Rech: Kamerabühne | Artwork - Typeholics: Artwork (Cover) Unternehmen - Blow Film: Filmproduzent (Musikvideo) - Buback: Musiklabel, Vertrieb - Ja/Nein Musikverlag: Verlag - Motor Music: Musiklabel, Vertrieb - Sempex Musikverlag: Verlag - Studio Nord Bremen: Tonstudio - Turtle Bay Studios: Tonstudio |

## Rezeption

### Rezensionen
Clark Senger von HipHop.de beschrieb Füchse als „einer der größten Songs der deutschen Rap-Geschichte“.
Das deutschsprachige Online-Magazin laut.de bewertete das Album Bambule mit fünf von fünf Sternen und bezeichnete es als ein „Meilenstein der Musikgeschichte“. Während eines Reviews von Stefan Johannesberg kam dieser zum Entschluss, dass die von Denyo gerappte Zeile: „Viele vergeigen bloß. Mir egal, wenn bei mir alle Stricke reißen, bin ich den Galgen los. Wir stylen groß!“ der „Beste Reim“ des Albums sei und als „Leitspruch des Albums“ angesehen werden könne.
Dennis Sand von welt.de ist der Meinung, dass Samy Deluxe in seinem Rapteil schon „komplexe Reimstrukturen mit anspruchsvollen Flowpattern“ kombiniere, während er angeblich kultige Zeilen wie „Au, mein Magen knurrt wie Sau“ als „scheiße“ bezeichnete.
Red Bull blickte in seiner Rubrik „Deutschrap 25: Die Geschichte des deutschen HipHop“ auf die Geschichte des deutschen Hip-Hops zurück und widmete sich den wichtigsten Titel eines jeden Jahres. Stellvertretend für das Jahr 1998 wählten sie Füchse, dass sie unter anderem als „massive Ansage“ bezeichneten. Claus Schwartau beschrieb Füchse als eines der ersten Lieder, die Deutschrap endlich aus der Blödelhaft befreien konnten. Das Stück sei aber auch „unverkopft und tanzbar“, ohne dabei nach Nordisch by Nature und Die da zu klingen. Singles von jeweils ähnlich Formationen, die zu dieser Zeit unter gleichen Vorzeichen emporkamen, hätten auch was gekonnt, Füchse war jedoch der einzige Titel der alles konnte. Schwartau und sein Umfeld haben Deutschrap zu dieser Zeit nicht viel zugetraut, es hätte auch bis dahin im großen Stil und außerhalb der Nische nicht viel zu feiern gegeben. Die Fantastischen Vier waren schon 20 Jahre älter. A-N-N-A von Freundeskreis sei schon besser gewesen, aber ein im Regen stehender Max Herre war immer noch kein Method Man. Zu Fischmob habe man einfach nur gesoffen. Bei Fettes Brot und Fünf Sterne deluxe wirkte Sprechgesang noch wie ein Werkzeug um möglichst viel Wortspiel, Quatsch und Hamburg-Zeugs in vier Minuten zu packen. Doch dann sei Füchse gekommen und habe schon in den ersten 35 Sekunden alles auf links gedreht. Da sei erstmal nichts weiter als ein dramatisch hämmerndes Klavier und ein Vorwort von Samy Deluxe gewesen, das komplett drauf schissen habe, ob auch „Tante Hildegard“ genau verstehen würde, was der „junge Mann“ da rede. „Wickeda-MC, mit Flows pur Natur wie Sensi“, dass sei plötzlich kein bloßer „Rap-Gag“ mehr gewesen, keine „Plattdeutsch-Disko“, kein „jugendliches Jan-Fedder-Gedröhne“ auf Beats. Schwartau und sein Umfeld empfanden dies als konkurrenzfähigen HipHop. Wirklich „phänomenal“ sei jedoch gewesen, dass ab Delays „Au, der Magen knurrt wie Sau” auch noch alle getanzt hätten. Es würde als doch beides funktionieren, genau wie in den USA: „Kante, Coolness und Party“. Das hätte es bis dahin so noch nicht gegeben. Vor allem aus diesem Grund sei Füchse bis heute für Schwartau einer der „besten Deutschrap-Songs aller Zeiten“. Die Absoluten Beginner hätte damit die Blaupause geliefert, die in den 2000er Jahren von Aggro Berlin, K.I.Z, Marteria, Haftbefehl und der 187 Strassenbande in jeweils eigenen Farben weitergezeichnet wurde. Knapp 20 Jahre nach seiner Veröffentlichung habe Füchse nichts von seinem Einfluss auf das Genre verloren.

### Charts und Chartplatzierungen
Füchse erreichte in Deutschland Position 69 der Singlecharts und konnte sich insgesamt drei Wochen in den Charts platzieren. In Österreich und der Schweiz blieb ein Charteintritt verwehrt.
Die Absoluten Beginner erreichten hiermit nach Liebes Lied und Hammerhart zum dritten Mal die deutschen Singlecharts. Die beiden Bandmitglieder Lisk und Weiss erreichten in ihren Autoren- und Produktionsfunktionen ebenfalls nach Liebes Lied und Hammerhart zum dritten Mal die deutschen Singlecharts. Delay konnte sich bereits vor den beiden besagten Singles mit der Autorenbeteiligung zu Nordisch by Nature (Fettes Brot) in den Charts platzieren, sodass Füchse sein vierter Autorenbeitrag in den deutschen Charts ist. Als Produzent ist auch nach Liebes Lied und Hammerhart sein dritter Charterfolg in Deutschland. Arfmann platzierte sich wie alle, an dem Stück beteiligten Produzenten, auch nach Liebes Lied und Hammerhart zum dritten Mal in den deutschen Singlecharts. Samy Deluxe erreichte als Autor und Interpret erstmals die Singlecharts in Deutschland. Der Autor Wilkes erreichte ebenfalls zum ersten Mal die deutschen Singlecharts.

## Coverversionen und Samples
Coverversionen
- 2013: Credibil (Album: Deutsches Demotape)[10][20]
- 2015: Zugezogen Maskulin feat. LGoony (Album: Juice-Exclusive Vol. 132)[21][22]

Samples
- 2005: Fettes Brot in Die meisten meiner Feinde (Album: Am Wasser gebaut)[10][23]
- 2008: Marsimoto in Grüne Brille (Album: Juice Vol. 82)[13]
- 2010: RAF Camora in Independenza (Album: Therapie nach dem Album)[13]
- 2012: Marsimoto in Indianer (Album: Grüner Samt)[10][24]
- 2013: Genetikk in D.N.A. (Album: D.N.A.)[10][25]
- 2014: Samy Deluxe in Mann muss tun (Album: Männlich)[13]
- 2015: Denyo feat. Jan Delay & Sido in Kein Bock (Album: DERBE)[10][26]
- 2015: Die Säcke in International Sensation (Album: Alles ist die Säcke)[13]
- 2015: OK Kid in Gute Menschen (Album: Zwei)[13]
- 2016: Ahzumjot in Prio (Album: 16QT02: Tag Drei)[13]